# Zevenbergen

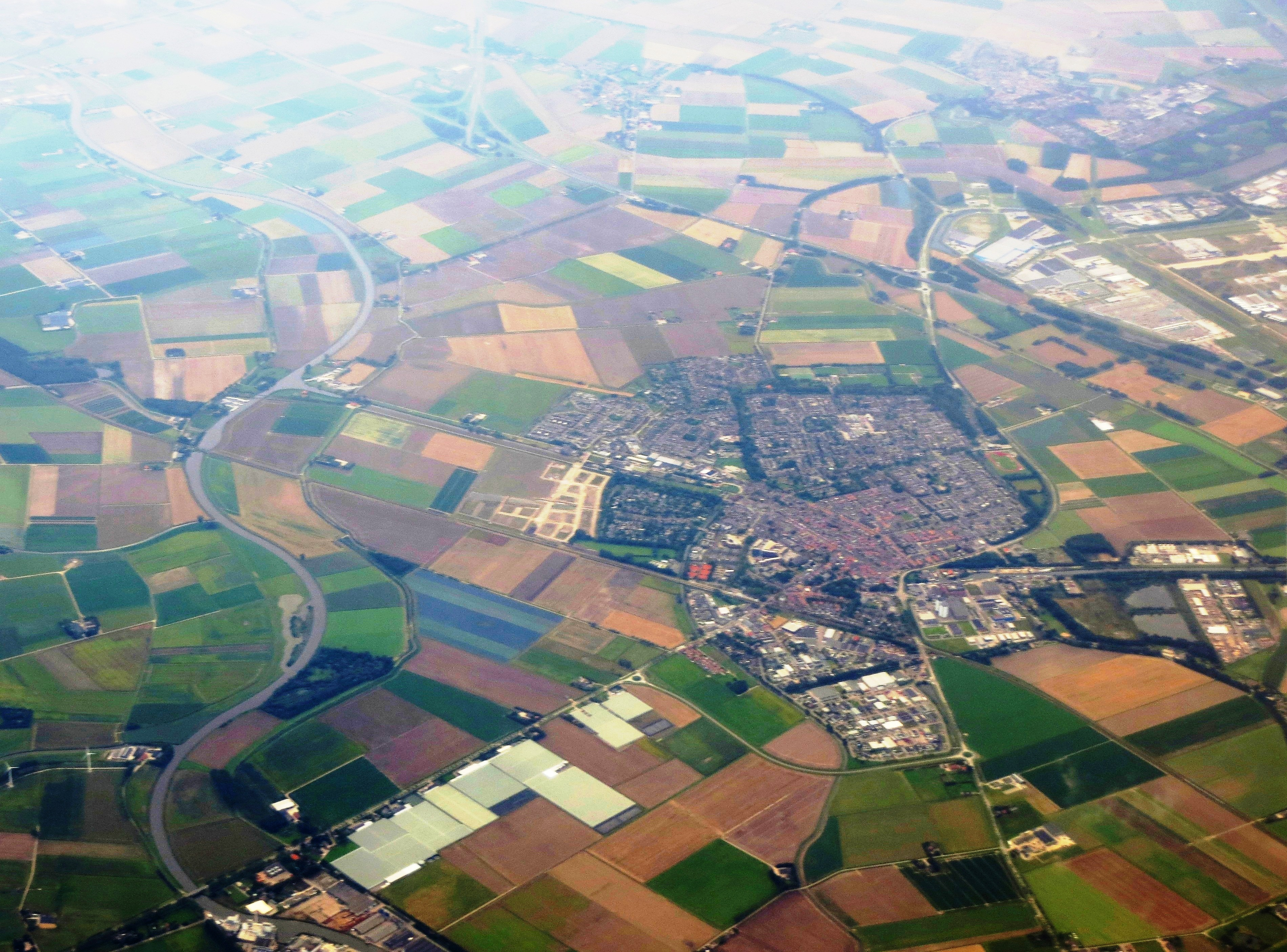
Vista aérea de Zevenbergen.

Zevenbergen es una ciudad situada en el municipio  neerlandés de Moerdijk, en la provincia del Brabante Septentrional. En enero de 2009 la ciudad tenía 14.750 habitantes.

## Història
El municipio de Fijnaart en Heijningen, Klundert, Standdaarbuiten y Willemstad fusionaron en Zevenbergen el 1 de enero de 1997. La nueva comuna formada lleva el nuevo nombre de Moerdijk en 1998.